# Aleksandr Karpow
Aleksandr Tierentjewicz Karpow (ros. Александр Терентьевич Карпов, ur. 4 października?/17 października 1917 we wsi Feleniewo w obwodzie kałuskim, zm. 20 października 1944 w Zatoce Fińskiej) – radziecki pilot wojskowy, major lotnictwa, dwukrotny Bohater Związku Radzieckiego (1943 i 1944).

## Życiorys
Urodził się w rodzinie chłopskiej. W 1935 skończył szkołę fabryczno-zawodową w Kałudze i został ślusarzem, uczył się w aeroklubie. Od 1939 służył w Armii Czerwonej, w 1940 ukończył Kaczyńską Wojskową Wyższą Szkołę Lotniczą Pilotów.
Od lipca 1941 uczestniczył w wojnie z Niemcami, od 1942 należał do WKP(b). W składzie pułku lotnictwa myśliwskiego brał udział w bitwie pod Moskwą i Leningradem, był lotnikiem obrony przeciwlotniczej Frontu Leningradzkiego, później dowódcą klucza, zastępcą dowódcy i dowódcą eskadry w 123 pułku lotnictwa myśliwskiego/27 gwardyjskiego pułku lotnictwa myśliwskiego 2 Gwardyjskiego Korpusu Lotnictwa Myśliwskiego Obrony Przeciwlotniczej. Wykonał 456 lotów bojowych i stoczył 97 walk powietrznych, w których strącił osobiście 28, a w grupie 8 samolotów wroga. Zginął podczas przelotu z Tallina do Gatczyny, gdy jego samolot wpadł do Zatoki Fińskiej. W Kałudze ustawiono jego popiersie i nazwano ulicę jego imieniem.

## Odznaczenia
- Złota Gwiazda Bohatera Związku Radzieckiego (dwukrotnie - 28 września 1943 i 22 sierpnia 1944)
- Order Lenina
- Order Czerwonego Sztandaru (trzykrotnie)
- Order Aleksandra Newskiego

I medale.